# 유럽 고속도로 805호선
유럽 고속도로 805호선(European route E805)은 포르투갈의 빌라노바드파말리캉와 샤베스를 이어주는 B-클래스급 고속도로 노선으로, 총 연장은 124km이다.

## 경로
- 포르투갈
  - 빌라노바드파말리캉(영어판)
  - E801 샤베스